# Turistická značená trasa 4239
Turistická značená trasa 4239 je 27 kilometrů dlouhá zeleně značená turistická trasa Klubu českých turistů spojující Kostelec nad Orlicí s Uherskem.

## Průběh trasy
Turistická značená trasa 4239 má svůj počátek v centru Kostelce nad Orlicí, kde se mmj. nachází empírový zámek s anglickým parkem. Převažující směr je jihozápadní. Na území města je kolem železniční zastávky Kostelec nad Orlicí město na trati Týniště nad Orlicí - Letohrad vedena v souběhu s rovněž zeleně značenou trasou vedoucí do Třebechovic pod Orebem a modře značenou trasou vedoucí přes Vamberk do Orlických hor. Mimo zástavbu města je již vedena samostatně. Pokračuje přes vyvýšenou a zalesněnou Brodeckou plošinu, přechází potok Brodec a vrchol Petránova kopce (302 m). Kolem vrcholu je trasa vedena po silnici Kostelec nad Orlicí - Velká Čermná, nicméně do samotné Velké Čermné trasa přichází samostatně. Dříve byl souběh se silnicí téměř v celé délce trasy z Kostelce nad Orlicí, trasa ale byla přeložena poněkud západněji. Mezi Velkou Čermnou a Malou Čermnou trasa překonává po silničním mostě Tichou Orlici, v Malé Čermné se pak křižuje s červeně značenou trasou 0455 sledující její tok. Na severozápadním zhlaví železniční stanice Čermná nad Orlicí křižuje železniční trať Velký Osek - Choceň. Po asi 1 km dlouhém lesním úseku se trasa 4239 přimyká k silnici Číčová - Horní Jelení. V Dolním Jelení přichází do souběhu modře značená trasa 1903 Plchůvky - Holice. V Horním Jelení se trasa 4239 křižuje se zmíněnou trasou 1903 a zeleně značenou trasou 4241 Hradec Králové - Choceň. Za Horním Jelením pokračuje trasa 4239 zalesněným územím, v němž křižuje v blízkosti odpočívadla silnici I/35. Za ní míjí myslivnu a podél mendrujícího lesního potoka pokračuje k hrázi rybníka Lodrant. Za ním opouští les a přimyká se k silnici Trusnov - Uhersko, míjí zříceninu letohrádku Neulust a přírodní rezervaci Bažantnici v Uhersku. Trasa dále prochází obcí Uhersko, jejíž domy jsou vyzdobeny sgrafity Aloise Mudruňky. Pod obcí překonává řeku Loučnou a končí na nádraží na trati Kolín - Česká Třebová. Zajímavostí uherského nádraží je fakt, že se nachází v jiném okrese. Zatímco Uhersko je na území okresu Pardubice, nádraží je v okrese Chrudim a náleží pod obecní úřad Chroustovice. Hranici okresů zde tvoří řeka Loučná. V zakončení trasy nenavazuje žádná další turistická trasa.

## Turistické zajímavosti na trase
- Kostel Nanebevzetí Panny Marie v Uhersku
- Zřícenina zámku Neulust
- Dub v Trusnově u rybníka Lodrant
- Rybník Lodrant
- Mariánský sloup v Horním Jelení
- Kostel Nejsvětější Trojice v Horním Jelení
- Zámek Horní Jelení
- Pomník obětem 1. a 2. světové války ve Velké Čermné
- Zvonička ve Velké Čermné